# Kurt Zeiseweis
Kurt Zeiseweis (* 2. Mai 1937 in Berlin) ist ein ehemaliger leitender Mitarbeiter des Ministeriums für Staatssicherheit (MfS) der Deutschen Demokratischen Republik (DDR). Er war von 1955 bis 1990 in der Bezirksverwaltung Berlin tätig.

## Leben
Zeiseweis, Sohn eines Arbeiters, legte 1955 das Abitur ab und wurde im August desselben Jahres vom MfS eingestellt. Bis 1956 war er Mitarbeiter der Abteilung VIII der Bezirksverwaltung Berlin, zuständig für „Beobachtung und Ermittlung“. Von 1956 bis 1958 besuchte er die Hochschule des MfS in Potsdam-Eiche.
1958 wurde Zeiseweis stellvertretender Abteilungsleiter der Abteilung XX der Bezirksverwaltung Berlin und blieb dies bis 1983. Von 1962 bis 1966 absolvierte er zusätzlich ein Fernstudium der Kriminalistik an der Humboldt-Universität Berlin.
Von 1983 bis 1986 war Zeiseweis Kreisdienststellenleiter des MfS in Berlin-Treptow. 1986 kehrte er zur Bezirksverwaltung Berlin zurück und war bis 1990 stellvertretender Leiter der Abteilungen „Operativ“ und „Geheimnisschutz“. Nach der Wende und friedlichen Revolution in der DDR war er bis August 1990 Mitarbeiter im Komitee zur Auflösung des MfS und der kurzfristigen Nachfolgeorganisation „Amt für Nationale Sicherheit der DDR“.
Seit 1991 nahm Zeiseweis an mehreren Gesprächskreisen und öffentlichen Diskussionen mit Menschen, die von Überwachung und repressiven Maßnahmen des MfS betroffen waren, teil. Im Januar 1991 durchlief er eine Umschulung, war danach in einem Baubetrieb und als angestellter Verkäufer tätig und zeitweise arbeitslos. 1994 ging er in Rente. Er lebt in Berlin.
Ausführlich interviewt wird er in dem Dokumentarfilm Das Ministerium für Staatssicherheit – Alltag einer Behörde gemeinsam mit acht weiteren ehemaligen MfS-Mitarbeitern.